# Han lever! O min ande, känn
Han lever! O min ande, känn är en påskpsalm av Johan Olof Wallin från 1819. Om tidsangivelsen stämmer, måste den vara skriven i januari 1819, eftersom psalmboken som helhet stadfästes av Kungl. Maj:t den 29 januari 1819. Det är ju möjligt att så är fallet, men vad vi vet är egentligen bara att denna psalm och några till (bl.a. Var hälsad, sköna morgonstund) där trycktes för första gången.
Psalmen har 6 verser som alla slutar med de triumferande orden ”Han lever, och du leva skall”, ursprungligen följda av utropstecken. (”Skall” rimmas på i tur och ordning ”kall”, ”all” (=slut), ”syndafall”, ”fall”, ”fotapall” och ”svall”). Avslutningsmeningen är en variant av Jesu egna ord: ”Jag lever, ni ska också leva” (Joh. 14:19). Vers 1 är en beskrivning av den uppståndne (”rösten höres som var stum”, ”handen räckes som var kall”). Vers 2 är en hälsning till hans lärjungar (”lyft upp ditt huvud”), vers 3 till den oomvände (”vak upp, stå upp”). Vers 4 är omstridd: blir verkligen vägen ”jämn och ljus” för den som följer Kristus? Vart tog korset i Jesu efterföljd vägen? Wallin kunde dock ha hänvisat till Jesaja 26:7 (”den rättfärdiges väg är jämn”) och Psalt. 119:105 (”Ditt ord är mina fötters lykta och ett ljus på min stig”).
Vers 5 är en glädjefanfar med klang av Malaki 4:2 och vers 6 är en mäktig undergångsvision parad med obändig förtröstan: ”Han lever – och du leva skall!”
Melodin är troligen svensk (D-dur, 4/4, u.t.), tidigast känd genom den s.k. Rappehandskriften 1675. Man hör, särskilt i början och bortsett från upptakten, rätt mycket av melodin till Vänligt över jorden glänser.
|  |
|  |

## Publicerad som
- Nr 108 i 1819 års psalmbok under rubriken "Jesu uppståndelse (påskpsalmer)".
- Nr 108 även i 1937 års psalmbok under rubriken "Jesu kärleksfulla uppenbarelse i mänskligheten: Jesu uppståndelse (påskpsalmer)".
- Nr 213 i Sionstoner 1935 under rubriken "Passionstiden".
- Nr 186 i Lova Herren 1988 under rubriken "Påsk".
- Nr 469 i Den svenska psalmboken 1986 under rubriken "Påsk".